# Groupe sculpté

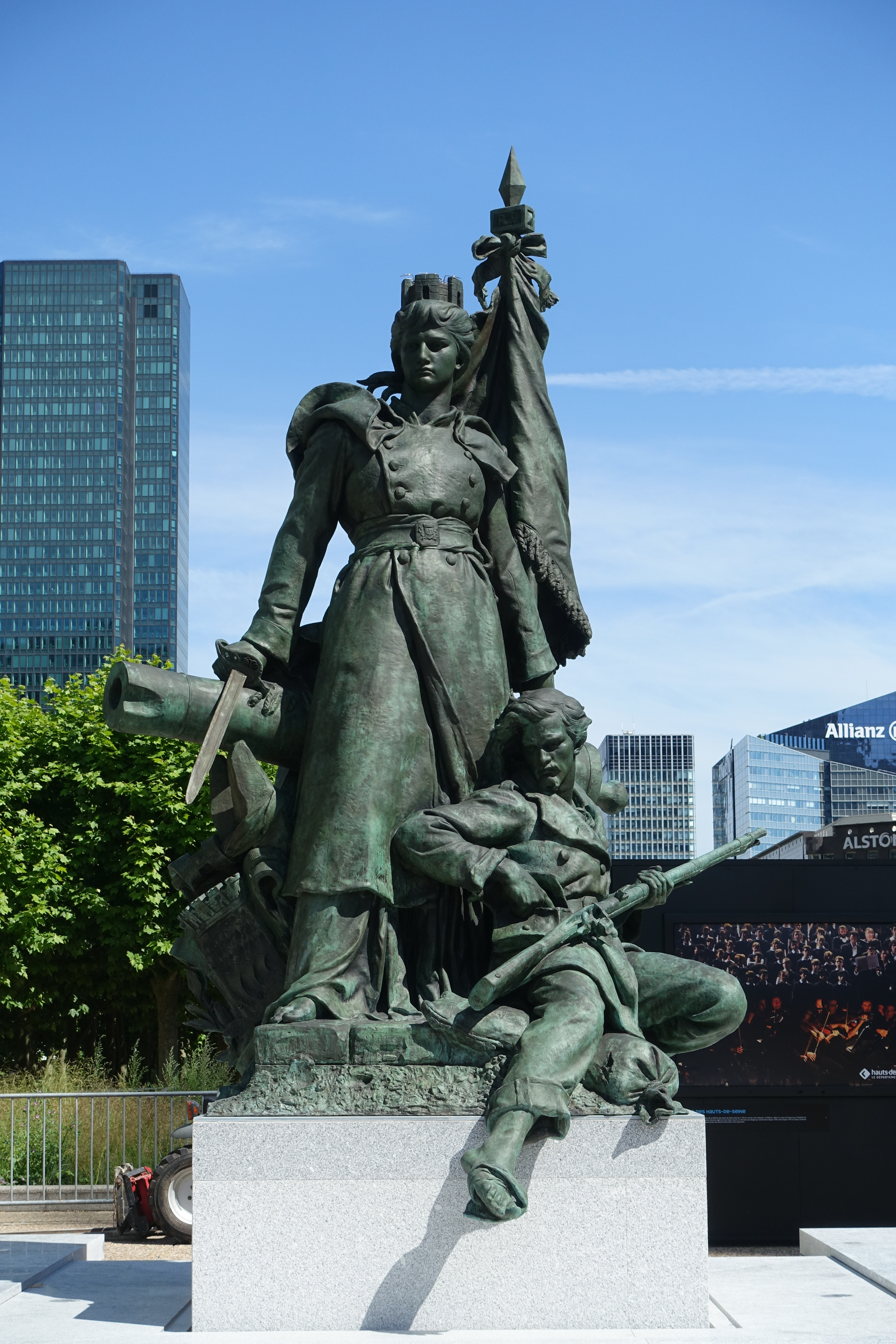
Un groupe sculpté à Paris.

Un groupe sculpté également appelé groupe statuaire est un type de sculpture associant plusieurs personnages en ronde-bosse, bas ou haut-relief sur un support unique et un thème commun. L'ensemble peut être en pierre, bois, plâtre, métal ou alliage.

## Généralités
Les groupes sculptés peuvent aborder différents sujets : historiques, religieux, mythologiques... Ainsi, les types de personnages varient au sein du groupe sculpté (humain, animal etc).

## Exemples

### En France
- La Défense de Paris (Paris)
- Les fontaines de la place de la Concorde (Paris)
- Les 4 haut-reliefs et 6 bas-reliefs de l'Arc de triomphe (Paris)
- Les fontaines de Tourny (Troyes, Hyères, Soulac-sur-Mer...)
- Les Mises au tombeau, dont le Saint Sépulcre de Reims (voir liste)
- Quand même ! (Suresnes)

### À l'étranger
- Chevaux ailés de Tarquinia (Tarquinia)
- Chevaux de Saint-Marc (Venise)
- Quadrige de la porte de Brandebourg (Berlin)
- Orphée et Eurydice [3](Venise)
- Monument de la Renaissance africaine (Dakar)
- L'Ouvrier et la Kolkhozienne (Moscou)

## Galerie

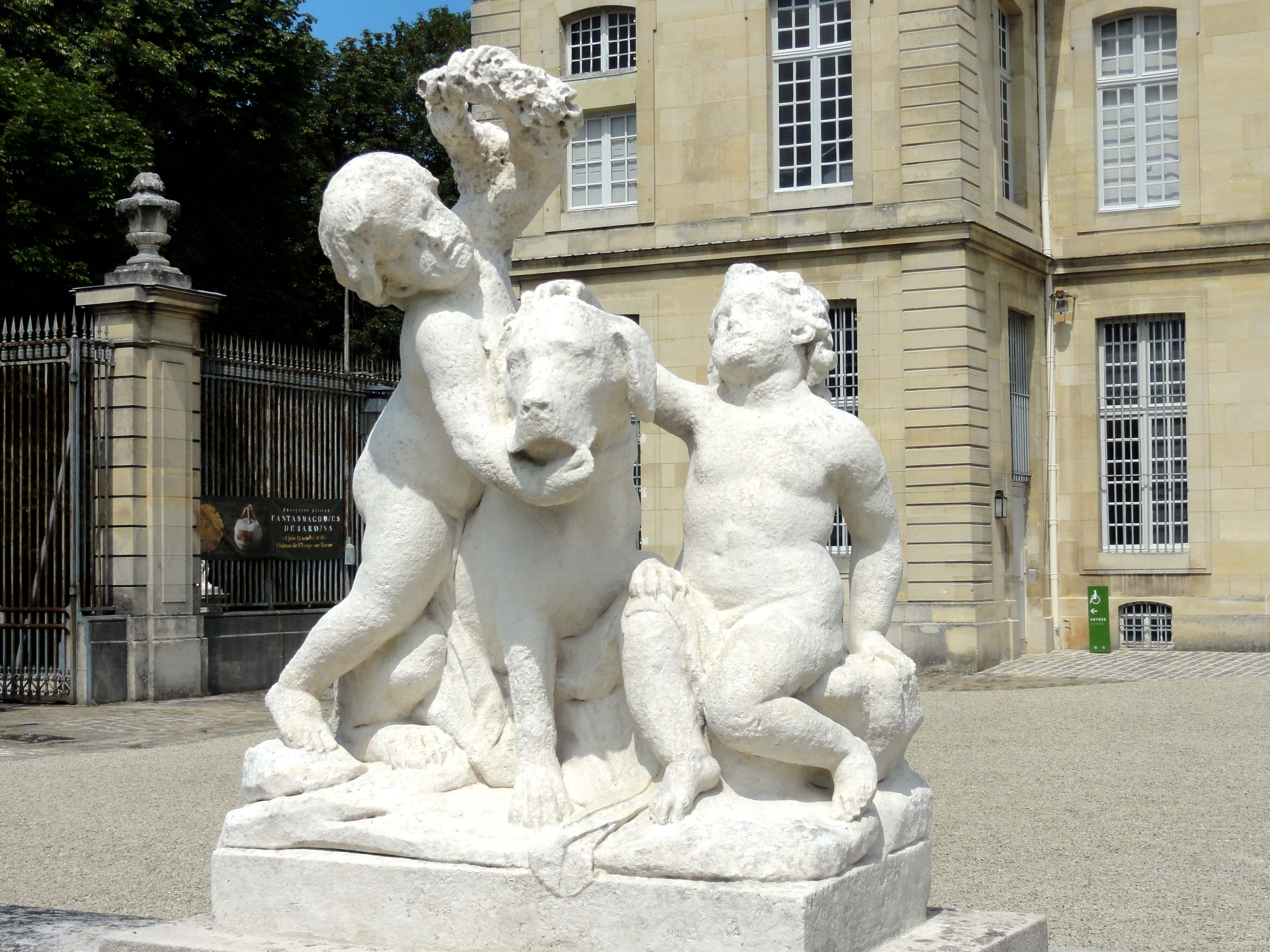
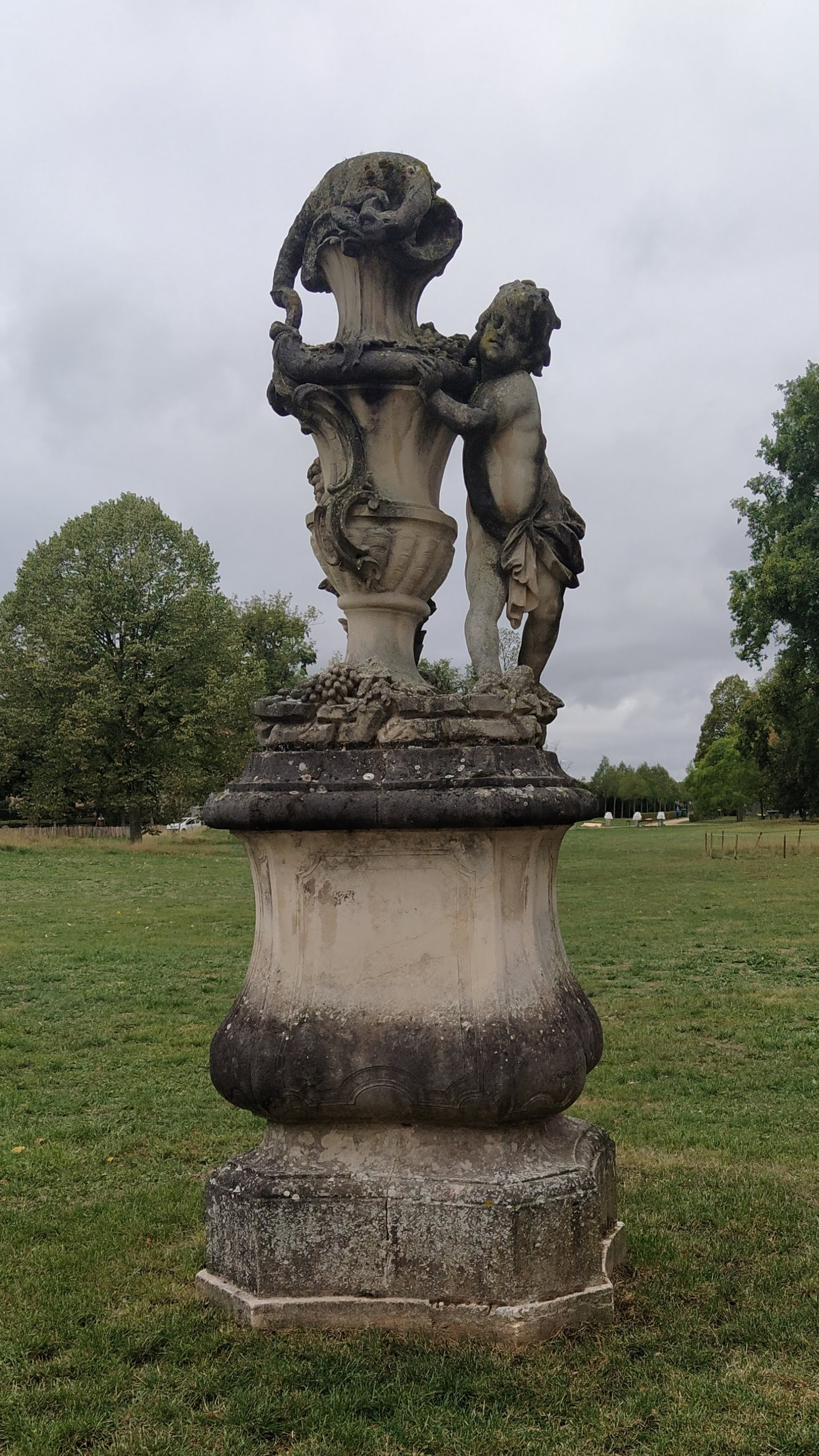
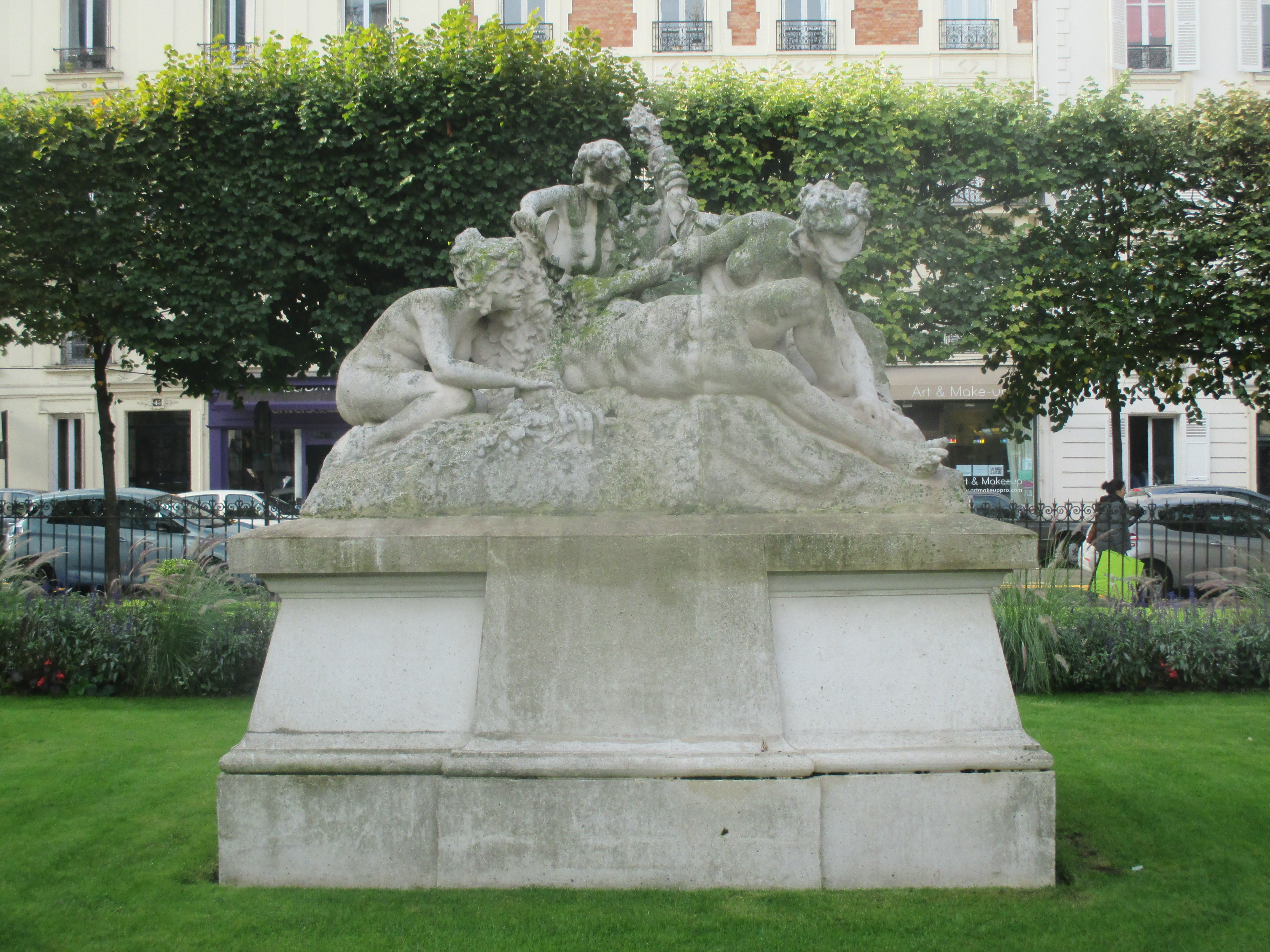
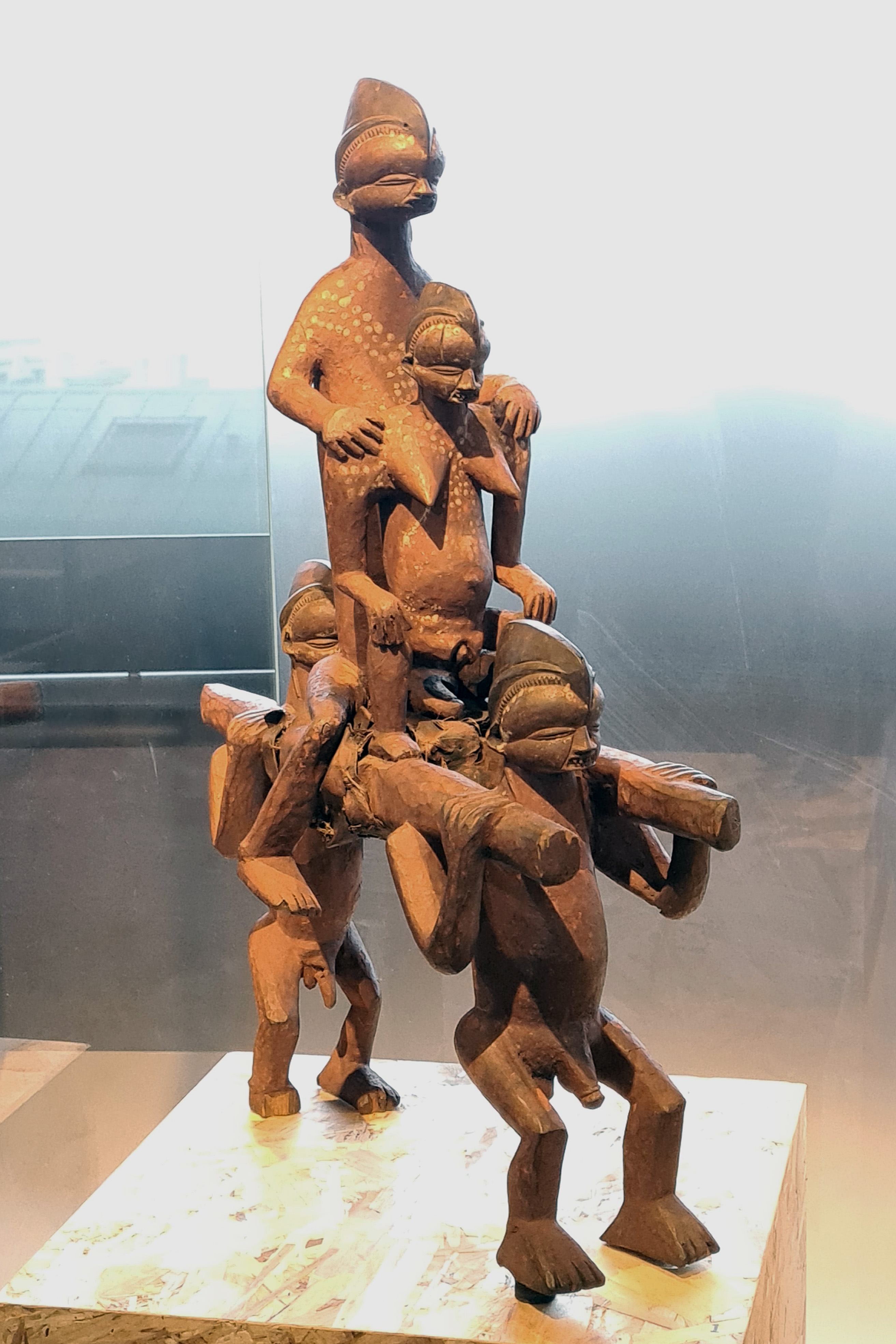